# Шишмарёва, Елизавета Михайловна
Елизаве́та Миха́йловна Шишмарёва (16 января 1904, Санкт-Петербург — 7 октября 1996, Москва) — русская советская переводчица прозы и драматургии на русский язык. Дочь авиаконструктора, генерал-майора Михаила Михайловича Шишмарёва; правнучка адмирала Андрея Ивановича Никонова; жена авиаконструктора Леонида Львовича Кербера.

## Биография
Родилась в Санкт-Петербурге в дворянской семье. Её родители были связаны с революционно-демократическим движением. Её бабушка, Мария Андреевна Шишмарёва, урождённая Никонова, дочь адмирала А. И. Никонова, была переводчицей, известной, в частности, своими переводами произведений Чарльза Диккенса. 25 ноября 1881 года вышел циркуляр Департамента полиции, согласно которому М. А. Шишмарёва с мужем, отставным артиллерийским офицером Михаилом Дмитриевичем Шишмарёвым, была подчинена негласному надзору в виду проживания в имении А. Н. Энгельгардта в селе Батищеве (Дорогобужский уезд Смоленской губернии). Бабушка оказала заметное влияние на Елизавету, в частности на её формирование как переводчика художественной литературы.
В 1907 году родители Шишмарёвой выехали за границу, став политическими эмигрантами. Маленькая Елизавета провела за рубежом 5 лет, вернувшись в Россию вместе с родителями в 1912 году. Проведя часть своего детства в Западной Европе, она уже в детские годы хорошо владела западными языками.
Училась в Москве, в Высшем литературно-художественном институте имени В. Я. Брюсова (в разговорной речи «Брюсовский институт»). После его закрытия поступила на романо-германское отделение Ленинградского университета, по окончании которого уехала в Москву. Работала в редакциях газет и журналов «Известия», «Интернациональная литература», «Новое время» и др., в Совинформбюро, преподавала французский язык.
Переводом художественной литературы на русский язык стала заниматься в 1929 году. В конце 1930-х годов муж Шишмарёвой был арестован и позднее заключён в тюрьму. Из-за этого Елизавете Михайловне пришлось публиковать свои переводы под чужими фамилиями.
В 1963 году по рекомендации писателя Даниила Данина, критика Бориса Песиса и переводчицы Веры Станевич Шишмарёву приняли в секцию переводчиков Союз писателей СССР. Много внимания уделяла помощи молодым переводчикам, в частности рецензировала работы начинающих переводчиков и давала рекомендации наиболее способным из них для вступления в Союз писателей.
Долгое время возглавляла профсоюзный комитет издательства «Художественная литература».
Переводила книги Ги де Мопассана, Майн Рида, Эмиля Золя, Чарльза Диккенса, Жюля Верна, Жоржа Садуля, Робера Мерля, Жюля Руа, Виктора Гюго, Джека Лондона, Луи Арагона, Мишеля дель Кастильо и других авторов. Переводы Шишмарёвой публиковали издательства «Художественная литература», «Детская литература».
Елизавета Шишмарёва была близко знакома со многими известными литераторами-диссидентами, в том числе с Виктором Некрасовым, Александром Галичем, семьей Солженицыных и другими.
Умерла в 1996 году. Похоронена на Головинском кладбище.

## Семья
- муж Леонид Львович Кербер (1903—1993) — авиаконструктор;
- сын Михаил Леонидович (р. 1932) — доктор химических наук, профессор, известный специалист в области физической химии полимеров;
- сын Лев Леонидович (1937—1993) — кинорежиссёр-документалист.